# Christopher Yost
Christopher Lee Yost (* 21. února 1973) je americký scenárista a spisovatel, hlavní autor animovaného seriálu The Avengers: Nejmocnější hrdinové světa a spolutvůrce komiksových sérií X-23, New X-Men, X-Force.

## Kariéra
Svou kariéru začal v roce 2002 jako praktikant v Marvel Comics. Jako scenárista začal poprvé u seriálu X-men: Začátek v roce 2003, podílel se také na scénáři filmu Thor: Temný svět.